# Aserbaidschanische Badminton-Juniorenmeisterschaft
Aserbaidschanische Badminton-Juniorenmeisterschaften werden seit der Saison 1996/1997 ausgetragen. Im selben Jahr starteten die Titelkämpfe der Erwachsenen, ein Jahr später der Teamwettbewerb.

## Die Titelträger
| Saison    | Herreneinzel      | Dameneinzel         | Herrendoppel                      | Damendoppel                          | Mixed                              |
| --------- | ----------------- | ------------------- | --------------------------------- | ------------------------------------ | ---------------------------------- |
| 1997/1998 | Gənbər Rəhimov    | Təranə Kərimova     | Mehdiev Rovsban Elshan Abbasov    | Təranə Kərimova Elnara Mchdieva      | Rovshan Mchdiev Təranə Kərimova    |
| 1998/1999 | Gənbər Rəhimov    | Təranə Kərimova     | Zaur Osmanov Gənbər Rəhimov       | Təranə Kərimova Sabina Mamedova      | Zaur Osmanov Təranə Kərimova       |
| 1999/2000 | Zaur Osmanov      | Təranə Kərimova     | Zaur Osmanov Gənbər Rəhimov       | Təranə Kərimova Zahira Yakubova      | Zaur Osmanov Təranə Kərimova       |
| 2000/2001 | Gənbər Rəhimov    | Təranə Kərimova     | Zaur Osmanov Gənbər Rəhimov       | Təranə Kərimova Elnara Nasrullayeva  | Zaur Osmanov Təranə Kərimova       |
| 2001/2002 | Yuriy Bizev       | Elnara Nasrullayeva | Yuriy Bizev Tural Rəsulov         | Elnara Nasrullayeva Natavan Eyvazova | Yuriy Bizev Elnara Nasrullayeva    |
| 2002/2003 | Yuriy Bizev       | Narmina Tagiyeva    | Yuriy Bizev Tural Rəsulov         | Rena Feyzullayeva Nurane Akperova    | Tural Rəsulov Nurane Akperova      |
| 2003/2004 | Tural Rəsulov     | Narmina Tagiyeva    | Samed Qaibov Rauf Habibov         | Narmina Tagiyeva Dinara Nasirova     | Tural Rəsulov Nurane Akperova      |
| 2004/2005 | Tural Rəsulov     | Günay Hüseynova     | Rauf Habibov Malik Agayev         | Günay Hüseynova Inna Ananyeva        | Tural Rəsulov Nurane Akperova      |
| 2005/2006 | Kerim Musayev     | Narmina Tagiyeva    | Samed Qaibov Vüqar Abdullayev     | Narmina Tagiyeva Günay Hüseynova     | Samed Qaibov Narmina Tagiyeva      |
| 2006/2007 | Kənan Rzayev      | Narmina Tagiyeva    | Kənan Rzayev Elshan Mehdiyev      | Günay Hüseynova Narmina Tagiyeva     | Kənan Rzayev Nurane Ekberova       |
| 2007/2008 | Kənan Rzayev      | Parvin Alizade      | Vüqar Abdullayev Orxan Qələndarov | Alizade Pervin Misautova Lora        | Orxan Qələndarov Nesirova Dinare   |
| 2008/2009 | Orxan Qələndarov  | Günay Hüseynova     | Orxan Qələndarov Rahim Salimov    | Alizade Pervin Günay Hüseynova       | Vaqif Azizova Günay Hüseynova      |
| 2009/2010 | Rahim Salimov     | Narmin Azizova      | Vüqar Abdullayev Rahim Salimov    | Gulnar Ebilova Narmin Azizova        | Orkhan Garagozov Narmin Azizova    |
| 2010/2011 | Teymur Abbasov    | Gulnara Abilova     | Orkhan Garagozov Teymur Abbasov   | Oksana Javadova Irina Nazarenko      | Orkhan Garagozov Irina Nazarenko   |
| 2011/2012 | Vugar Alizada     | Zülfiyyə Hüseynova  | Cahid Əlhəsənov Teymur Abbasov    | Adila Mehdiyeva Zülfiyyə Hüseynova   | Teymur Abbasov Irina Nazarenko     |
| 2012/2013 | Vugar Alizada     | Zülfiyyə Hüseynova  | Cahid Əlhəsənov Teymur Abbasov    | Adila Mehdiyeva Zülfiyyə Hüseynova   | Vugar Alizada Zülfiyyə Hüseynova   |
| 2013/2014 | Cahid Əlhəsənov   | Zülfiyyə Hüseynova  | Vagif Alizada Bahruz Gadirli      | Adila Mehdiyeva Zülfiyyə Hüseynova   | Cahid Əlhəsənov Zülfiyyə Hüseynova |
| 2014/2015 | Cahid Əlhəsənov   | Adila Mehdiyeva     | Cahid Əlhəsənov Sabuhi Huseynov   | Adila Mehdiyeva Fidan Huseynli       | Cahid Əlhəsənov Zülfiyyə Hüseynova |
| 2015/2016 | Sabuhi Huseynov   | Adila Mehdiyeva     | Farid Suleymanov Murad Bayramov   | Adila Mehdiyeva Fidan Huseynli       | Sabuhi Huseynov Adila Mehdiyeva    |
| 2016/2017 | Sabuhi Huseynov   | Adila Mehdiyeva     | Sabuhi Huseynov Murad Bayramov    | Adila Mehdiyeva Nigar Əliyeva        | Sabuhi Huseynov Adila Mehdiyeva    |
| 2017/2018 | Sabuhi Huseynov   | Adila Mehdiyeva     | Vaqif Ismayilov Said Mirjafarov   | Elnura Jafarova Avesta Nazenin       | Sabuhi Huseynov Elnura Jafarova    |
| 2018/2019 | Zaur Isazade      | Nigar Əliyeva       | Ravan Niftaliyev Aqil Qabilov     | Nərmin Şərifova Nigar Əliyeva        | Ravan Niftaliyev Nigar Əliyeva     |
| 2019/2020 | Ravan Niftaliyev  | Nigar Əliyeva       | Ravan Niftaliyev Aqil Qabilov     | Yegana Akbarova Həcər Nuriyeva       | Ravan Niftaliyev Nigar Əliyeva     |
| 2020 2022 | nicht ausgetragen | nicht ausgetragen   | nicht ausgetragen                 | nicht ausgetragen                    | nicht ausgetragen                  |
| 2022/2023 | Agil Gabilov      | Həcər Nuriyeva      | Ravan Niftaliyev Aqil Qabilov     | Amina Ismayilova Həcər Nuriyeva      | Agil Gabilov Nigar Samadova        |
| 2023/2024 | Sərxan Bağırov    | Həcər Nuriyeva      | Sərxan Bağırov Əli Gözəlov        | Nərmin Hüseynova Həcər Nuriyeva      | Sərxan Bağırov Həcər Nuriyeva      |